# Шумшеваші (Красночетайський район)
Шумшева́ші (рос. Шумшеваши, чув. Шĕмшеш) — присілок у Чувашії Російської Федерації, у складі Великоатменського сільського поселення Красночетайського району.
Населення — 244 особи (2010; 329 в 2002, 479 в 1979, 686 в 1939, 737 в 1926, 616 в 1897, 482 в 1869, 579 в 1795).
Національний склад (2002):
- чуваші — 99 %

## Історія
Історична назва — Сури Шумшевашевої, Шумшеваш. Засновано 18 століття як виселок присілка Шумшеваш. До 1835 року селяни мали статус державних, до 1863 року — удільних, займались землеробством, садівництвом. 1906 року відкрито церковнопарафіяльну школу. 1929 року створено колгосп «Мотор». До 1927 року присілок входив до складу Курмиської, Пандіковської та Красночетаївської волостей Курмиського повіту (у період 1835-1863 — у складі Курмиського удільного приказу). З переходом на райони 1927 року — спочатку у складі Красночетайського, у період 1962–1965 років — у складі Шумерлинського, після чого знову переданий до складу Красночетайського району.